# Belényesvalány
Belényesvalány (régebben Valány, románul Vălanii de Beiuș) falu Romániában, a Partiumban, Bihar megyében.

## Fekvése
A Bihar-hegység alatt, Pontoskő, Gyepüpataka és Belényesújlak közt fekvő település.

## Története
A települést 1808-ban említette először oklevél Valány (Petrany-) néven.
A falu földesura a 19. század első felében a nagyváradi görögkatolikus püspökség volt, mely itt a 20. század elején is birtokos volt.
1851-ben Fényes Elek írta a településről: „Belényes-Valány, Bihar vármegyében, hegyes vidéken, 316 görög katholikus lakossal, anyatemplommal. Urbéri szántó 241 1/2, rét 88, legelő 52, szőlő 1 1/2, majorsági erdő 1050 hold. Birja a váradi görög püspök.”
1910-ben 432 lakosából 423 román, 9 magyar volt. Ebből 420 görögkatolikus, 6 izraelita volt.
A trianoni békeszerződés előtt Bihar vármegye Belényesi járásához tartozott.
A 2002-es népszámláláskor 303 lakosa közül 302 fő (99,7%) román, 1 fő (0,3%) magyar nemzetiségű volt.

## Nevezetességek
- Görögkatolikus temploma 1842-ben épült.